# Émile Louis Victor de Laveleye
Émile Louis Victor de Laveleye, belgijski ekonomist in pedagog, * 5. april 1822, Bruges, † 3. januar 1892.
Sprva je študiral v domačem mestu, nato pa na Collège Stanislas de Paris in na Katoliški univerzi v Leuvenu. Leta 1864 je postal profesor na Univerzi v Liègu.